# Luciano Dalla Bona
Luciano Dalla Bona (n. 8 septembrie 1943, Pressana, Veneto, Italia) este un ciclist de performanță ce a reprezentat Italia, medaliat olimpic. A participat la o ediție a Jocurilor Olimpice (1964) în care a câștigat o medalie de argint.

## Participări
Lista de mai jos prezintă principalele competiții la care a participat Luciano Dalla Bona de-a lungul carierei.
- cycling at the 1964 Summer Olympics – men's team time trial[*]